# Tempelhof (Adelschlag)
Tempelhof ist ein Gemeindeteil der Gemeinde Adelschlag nordwestlich von Ingolstadt im Landkreis Eichstätt im Regierungsbezirk Oberbayern.

## Lage
Die Einöde liegt südlich von Eichstätt auf der Hochfläche der Frankenalb in der Gemarkung Ochsenfeld der Gemeinde Adelschlag an der Kreisstraße EI 13 zwischen Eichstätt und Ochsenfeld.

## Geschichte
Etwa 625 Meter nordnordwestlich von Tempelhof sind im Westermüllerholz zwei vorgeschichtliche Grabhügel nachgewiesen.
Der Weiler besteht im Wesentlichen aus einem Gutshof. Es handelt sich um eine früher geschlossene Vierseit-Hofanlage mit einem Herrenhaus mit Eckerker und Kalkplattendach in der Mitte der Hofanlage. Die heutigen Gebäude stammen aus dem 17. bis 20. Jahrhundert. Eine langgestreckte Scheune mit Kalkplattendach auf der Ostseite des Gevierts, wohl aus dem 18. Jahrhundert stammend, war 2001 teilweise eingefallen und wurde abgerissen. Reste der Hofummauerung und das westliche Hoftor sind noch vorhanden. Eine Kapelle aus dem 18. Jahrhundert steht westlich des Gutshofes.

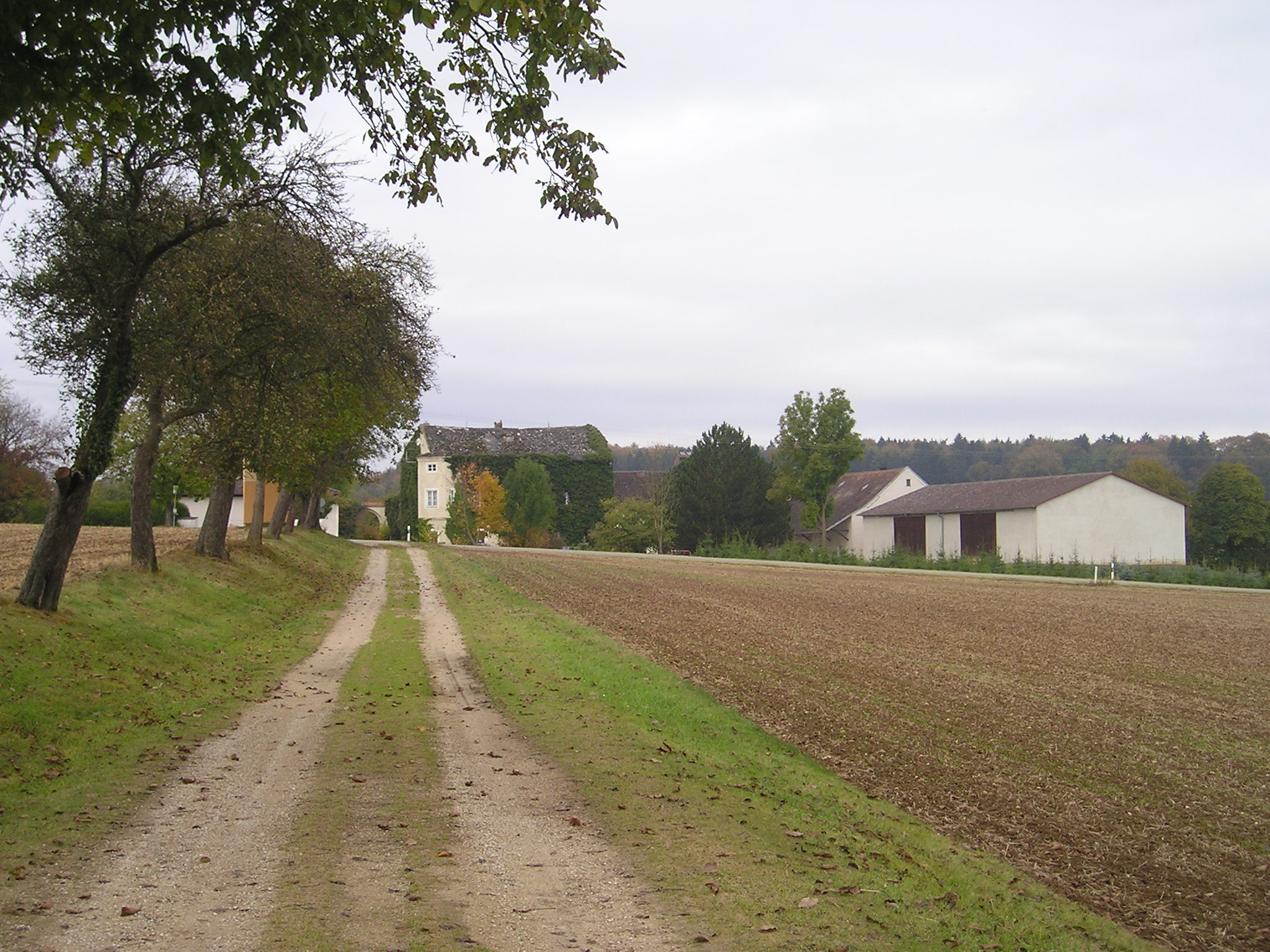
Tempelhof, von südöstlicher Richtung aus gesehen

Der Gutshof gehörte zur Komturei des Templerordens in Mo(o)sbrunn(en) als eine der ältesten Niederlassungen dieses Ritterordens in Deutschland (die Umbenennung in Moritzbrunn erfolgte im 16. Jahrhundert). Die Komturei und der Tempelhof sind erstmals 1214 im Urbar der Reichsmarschälle von Pappenheim erwähnt, wo der Tempelhof als „Besitz der Templer von Moosbrunn“ auftaucht.
Die Mosbrunner Komturei kam nach Aufhebung des Templerordens (am 22. März 1312 durch Papst Clemens V.) 1315 in den Besitz des Johanniter-Ordens. Ab 1318 versuchte der Orden, Mosbrunn zu verkaufen. Schließlich gelang es dem Johanniter-Vizemeister und Komtur des Ordenshauses zu Würzburg, Johannes von Grumbach, die Komturei Moritzbrunn mitsamt dem Tempelhof 1322 an den Eichstätter Bischof Marquard I. von Hagel für 1200 Pfund Heller zu veräußern. Von da an gehörte der Tempelhof bis zur Säkularisation zum Hochstift Eichstätt.